# Murzo
Murzo (en cors Murzu) és un municipi francès, situat a la regió de Còrsega, al departament de Còrsega del Sud. L'any 1999 tenia 96 habitants.

## Demografia
| 1962 | 1968 | 1975 | 1982 | 1990 | 1999 |
| ---- | ---- | ---- | ---- | ---- | ---- |
| 112  | 132  | 117  | 105  | 81   | 77   |

## Administració
| Període | Identitat                  | Partit | Qualitat |
| ------- | -------------------------- | ------ | -------- |
| 2001-   | Dorothée Colonna-Vellutini |        |          |